# Kościół św. Izydora w Ruskowie
Kościół pw. św. Izydora – kościół murowany, wzniesiony w 1908 roku, znajdujący się w Ruskowie.

## Historia
Najstarsze zapiski informujące o istnieniu parafii i kościoła w Ruskowie pochodzą z połowy XV wieku. Dawniej istniał kościół, zbudowany w 1440 roku pw. Wniebowzięcia Najświętszej Maryi Panny i św. Izydora. Został jednak zburzony. Obecny budynek kościoła został wybudowany w latach 1905-1908 staraniami parafian i księdza Ludwika Kalickiego. W 1915 roku kościół został uszkodzony podczas ostrzału artyleryjskiego. Podobnie w marcu 1944 roku, w czasie bitwy wojsk niemieckich z radzieckimi została uszkodzona pociskiem artyleryjskim wieża kościoła. Naprzeciwko kościoła znajduje się plebania, zbudowana w 1913 roku.